# Horia-Victor Toma
Horia-Victor Toma (* 29. April 1955 in Ploiești, Rumänien) ist ein rumänischer Politiker und ehemaliges Mitglied des Europäischen Parlaments für die Partidul Național Liberal.
Bușoi gehörte seit dem 24. April 2007 dem Europäischen Parlament an, als er zusammen mit Cristian Silviu Bușoi in selbiges nachrückte, nachdem zuvor Adrian Cioroianu und Ovidiu Ioan Silaghi ihre Mandate niederlegten um Ministerposten im neuen Kabinett von Premierminister Tăriceanu anzutreten. Am 9. Dezember schied er durch die Neuwahlen für das Europaparlament in Rumänien wieder aus dem Parlament aus. 
Innerhalb des Europäischen Parlamentes war er Mitglied in der Fraktion der Allianz der Liberalen und Demokraten für Europa.